# Gaston Poulet
Pour les articles homonymes, voir Poulet.
Gaston Poulet (né le 10 avril 1892 à Paris et mort le 14 avril 1974 à Draveil) est un violoniste et chef d’orchestre français.
Il fut un acteur important de la diffusion de la musique de son époque, pendant la première moitié du XXe siècle.
Gérard Poulet, violoniste né en 1938, est le fils de Gaston Poulet.

## Biographie
Entré au Conservatoire national de musique et de déclamation en 1904, élève de Lefort et de Jean Huré, il y obtient en 1910 un 1er Prix de violon avec les félicitations du jury.
Remarqué par Pierre Monteux, Gaston Poulet s’est rapidement imposé comme l’un des meilleurs violonistes de son époque, et celui-ci l’engage comme premier violon dans l’orchestre des ballets russes. C’est ainsi qu’il va participer à de nombreuses créations des chorégraphies de Serge Diaghilev.
En 1914, il fonde le quatuor qui porte son nom avec Henri Giraud, Albert Le Guillard (en) et Louis Ruyssen (violoncelle). Mais la 1re guerre mondiale vient d’éclater et Poulet est mobilisé. Tombé malade, il est réformé. Il va commencer alors véritablement à travailler la musique de chambre avec ses partenaires. Leur répertoire contemporain les amène à jouer le quatuor de Claude Debussy. À la suite de cette interprétation qui enthousiasme l’auteur de La Mer, se noue une amitié entre les membres du quatuor et Debussy. Poulet se voit confier la création de sa sonate pour violon et piano le 5 mai 1917, salle Gaveau à Paris, avec le compositeur au piano. Dans ce concert, donné au bénéfice du Foyer du soldat aveugle, Poulet interpréta également la Symphonie espagnole d'Édouard Lalo.
À partir des années 1920, il va abandonner peu à peu le violon pour se consacrer à la direction d’orchestre. En 1926, il crée à la salle Pleyel les Concerts Poulet qui se fixent comme but de diffuser la musique des jeunes compositeurs d’alors, en plus des talents confirmés. Il assurera la création entre autres d’œuvres de Sergueï Prokofiev, Florent Schmitt, Albert Roussel, André Caplet et le groupe des Six. Les concerts, hebdomadaires, se tiennent ensuite au Théâtre Sarah Bernhardt jusqu’en 1932.
Il travaille à la même époque avec le ténor Yves Tinayre, fondateur de la Société des musiciens de la Vieille France, à faire redécouvrir la musique ancienne. 
En 1932, Gaston Poulet est nommé Directeur du Conservatoire de la ville de Bordeaux où il fonde en 1933 sa propre société de concerts : l’Association orchestrale des Professeurs du Conservatoire. Les deux ensembles symphoniques existant à Bordeaux aboutissent en 1940 à la création de la Société des Concerts du Conservatoire, que Gaston Poulet va diriger. Au cours de la saison 1949-50 il sera à la tête de l'Orchestre du Capitole de Toulouse et se produira également en qualité de chef à l’étranger. Il est notamment acclamé à Genève et à Buenos Aires.
En 1944, il quitte la direction du conservatoire de Bordeaux et devient professeur de musique de chambre au Conservatoire de Paris. Il y restera jusqu’en 1962. Pendant la 2e guerre mondiale, il se produit aux Concerts Colonne, puis, après la guerre, il crée le Festival de musique de Besançon (1948) qui aura immédiatement un rayonnement international, renforcé à partir de 1951, par la fondation de son Concours de jeunes chefs d’orchestre.
Gaston Poulet s’éteint en région parisienne en 1974, juste après avoir fêté son 82e anniversaire.

## Discographie sélective
- Camille Saint-Saëns, Concerto pour violon n°3, Yehudi Menuhin, violon, London Symphony Orchestra, direction Gaston Poulet. Enregistrement Pathé Marconi 1959.  Report CD Emi classics 1996